# Simonswälder Tal

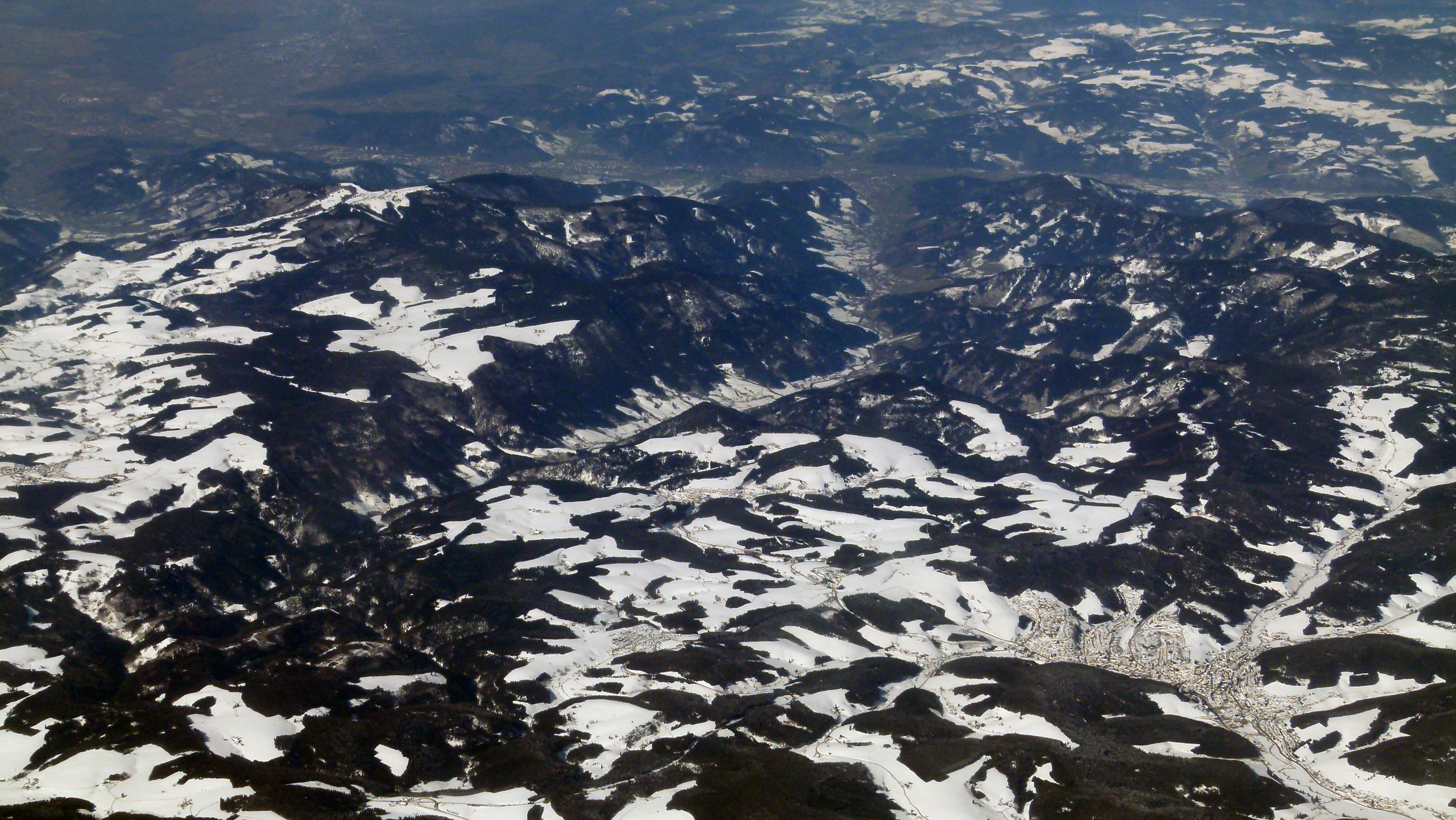
Luftbildaufnahme vom Simonswälder Tal im März; Blickrichtung Nordwest

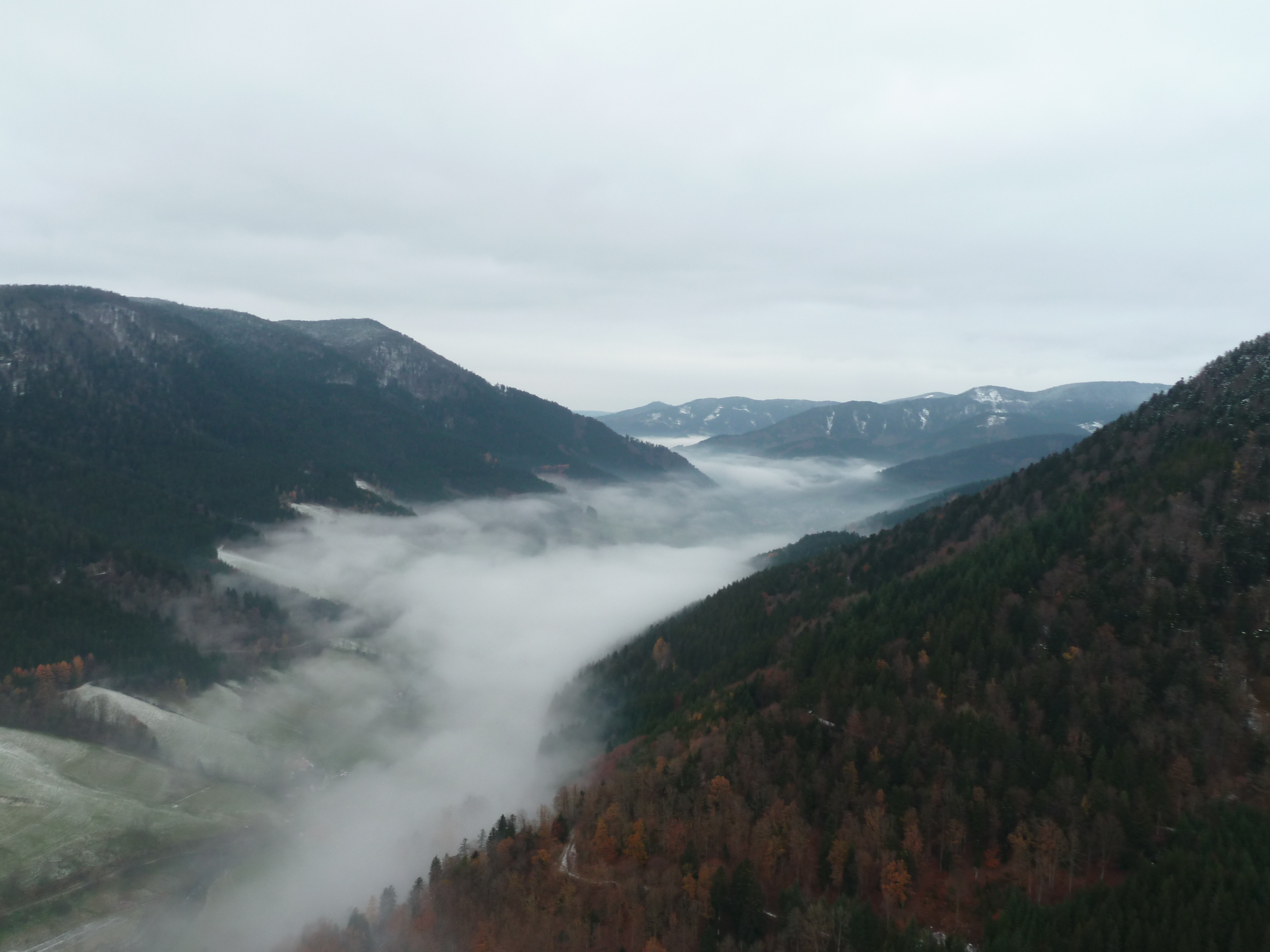
Novembernebel im Simonswälder Tal; Blick nach Nordwesten, links Hornkopf (1121 m)

Das Simonswälder Tal (lokal zumeist Simonswäldertal geschrieben) ist ein etwa 25 km langes Seitental der Elz im mittleren Schwarzwald. Der enge obere Talabschnitt wird als Wildgutachtal bezeichnet. Zusammen mit dem Elztal wird das Tal vom örtlichen Tourismusverband als ZweiTälerLand beworben.

## Geographie
Das Simonswälder Tal wird von der Wilden Gutach durchflossen. Sie mündet bei Bleibach (Ortsteil von Gutach im Breisgau) nahe Waldkirch aus südöstlicher Richtung kommend in die Elz. 
Verwaltungsmäßig gehört dieses typische Schwarzwaldtal größtenteils zu den Gemeinden Simonswald und Gütenbach.
Besiedelt sind neben dem Haupttal auch einige der acht Seitentäler (Etters-, Gries- und Nonnenbachtal oder das Haslachsimonswälder Tal), sowie die Hochflächen (Platte, Gütenbach). Zahlreich erhalten sind jahrhundertealte Bauernhöfe, Mühlen (Hexenlochmühle) und Kapellen (Hofrainkapelle, Schmidtbauernkapelle, Kapelle am Eckle), sowie Wegkreuze (Balzer Herrgott).
Der Talraum ist linksseitig flankiert von den Bergen Kandel (1241 m ü. NHN) und Hornkopf (1121 m ü. NHN), sowie rechts von Hörnleberg (906 m ü. NHN), Obereck (1178 m ü. NHN) und Brend (1149 m ü. NHN). Die Talflanken weisen bis 700 Meter hohe Steilhänge auf und sind gegliedert durch kantige Bergrücken, Kare der letzten Eiszeiten, Schluchten (Kostgfällschlucht, Teichschlucht) und Wasserfälle (Zweribachwasserfälle, Hirschbachwasserfälle). Große Teile des Tales sind geschützt (Naturschutz- und Bannwaldgebiet Zweribach, Naturschutzgebiet Kostgefäll, FFH-Gebiet).
Zu weiteren geographischen Angaben siehe Wilde Gutach.

## Geschichte
Erstmals urkundliche Erwähnung findet das Simonswälder Tal am 5. August 1178, wobei die Besiedlung sicher schon wesentlich früher begonnen hatte. Die Geschichte und Besiedlung des Simonswälder Tals geht bis in die hochmittelalterliche Zeit der klösterlichen Landnahmen und Waldrodungen zurück, als um 900 auf dem Mauracher Bergle St. Severin als erste christliche Kirche der Region stand. Das Simonswälder Tal gehörte zu den Besitzungen des Frauenklosters St. Margarethen in Waldkirch und bildete mit seinen Siedlungen ein eigenes großes Meiertum, das als Vorläufer der heutigen Gemeinde Simonswald betrachtet werden kann.
Es gibt Hinweise darauf, dass der Gebirgsübergang über den Schwarzwald durch das Kilpachtal bis Rottweil bereits zu römischer Zeit existierte.

### Namensherkunft
Der Sigmannswald erscheint erstmals 1178 in einer Urkunde des Klosters St. Margarethen (Waldkirch). 
Der Sage nach soll ein Simon vom Walde mit seinem Gefolge hoch zu Ross regelmäßig zur Kapelle St. Severin auf dem Mauracher Bergle zum Gottesdienst gekommen sein.

## Wirtschaft und Gewerbe
Der Ort Simonswald zählt heute nach der am 1. Januar 1974 erfolgten freiwilligen Zusammenlegung der einst eigenständigen Orte Unter-, Alt-, Ober- und Haslachsimonswald sowie Wildgutach rund 3100 Einwohner (Stand Januar 2008). Neben dem dominierenden Fremdenverkehrsgewerbe, das in den 1950er Jahren einen rasanten Aufschwung erfuhr, gibt es Kleinindustrie (Präzisions- und Uhrenbau) sowie Handwerk und Handel. Die landwirtschaftlichen Betriebe leben im Haupt- und Nebenerwerb von der Viehzucht und der Forstwirtschaft. Ackerbau ist nur in den unteren Tallagen in geringem Umfang möglich. Der Name „Rebbergweg“ lässt darauf schließen, dass hier früher auch Wein angebaut wurde.

### Tourismus und Freizeit
Die Straße durch das Tal ist ein Teil der Deutschen Uhrenstraße, die durch den Schwarzwald von Waldkirch bis Rottweil verläuft.
Für die touristische Vermarktung des Simonswälder Tales und des Elztals wurde der Begriff „ZweiTälerLand“ geschaffen, mit dem die Elztal & Simonswäldertal Tourismus GmbH & Co. KG wirbt. Dazu gehört auch das Verkehrskonzept Konus.

## Landschaftsschutzgebiet
Am 17. August 1942 wurde das Simonswälder Tal mit zwei Teilgebieten durch Verordnung des damaligen Badischen Ministeriums für Kultus und Unterricht als höhere Naturschutzbehörde zum Landschaftsschutzgebiet erklärt. Das Gebiet hat eine Größe von insgesamt 6.767 Hektar, davon liegen 500 Hektar im Schwarzwald-Baar-Kreis (Schutzgebietsnummer 3.26.010) und 6.267 Hektar im Landkreis Emmendingen (Schutzgebietsnummer 3.16.004).